# ديمتري سينيكوف
ديمتري سينيكوف (بالروسية: Дмитрий Александрович Сенников)‏ (مواليد 24 يونيو 1976) هو لاعب كرة قدم. يلعب مع منتخب روسيا لكرة القدم. سبق له أن لعب في كأس العالم لكرة القدم مع منتخب بلاده.

## روابط خارجية
- ديمتري سينيكوف على موقع قاعدة بيانات كرة القدم.إي يو (الإنجليزية)
- ديمتري سينيكوف على موقع ناشيونال فوتبول تيمز (الإنجليزية)
- ديمتري سينيكوف على موقع عالم كرة القدم.نت (الإنجليزية)
- ديمتري سينيكوف على موقع كووورة